# Николаев, Николай Петрович (медик)
Николай Петрович Николаев (1818—1887) — доктор медицины, адъюнкт акушерского отделения факультетской клиники Московского университета, надворный советник.

## Биография
Родился 20 января (1 февраля) 1818 года в Зарайске Рязанской губернии. Происходил из небогатых мещан. В 8 лет стал учиться в Рязанском уездном училище, где провёл два года. Среднее образование получил в Рязанской гимназии с правом устроиться на службу 14-м классом. Пробыв несколько времени домашним учителем, в 1837 году поступил, сдав экзамен, «своекоштным» слушателем на медицинский факультет Московского университета. С переводом на второй курс его перевели в казённокоштные студенты.
По окончании в 1842 году курса в университете со степенью лекаря I отделения с отличием (вторым по списку), 9 января 1843 года поступил на службу помощником ординатора терапевтической клиники Московского университета, а 1 сентября 1846 года был перемещён на должность ассистента в акушерское отделение факультетской клиники. Получил 27 января 1849 года от университета звание акушера как члена врачебной управы. Когда вышел двухлетний срок выслуги по должности ассистента, с разрешения министра народного просвещения был оставлен в должности до 9 января 1849 года, ибо должен был отработать на действительной службе шестилетний срок за учёбу за казённый счёт. С 16 мая 1849 года по 1 сентября 1850 года преподавал анатомию и хирургию в фельдшерской школе Московского Императорского Воспитательного дома. Уволился по собственному желанию, получив во время службы признательность опекунского совета. С 4 июня 1849 года, по распоряжению московского военного генерал-губернатора, состоял также постоянным врачом при канцелярии и доме московского генерал-губернатора. В его обязанности входили, среди прочего, различные служебные командировки и поручения. Также он с 7 июля 1849 года работал сверхштатным городовым акушером в Москве.
7 июня 1850 года защитил докторскую диссертацию на тему «De forma pelvis tam rachitide, quam ex osteomalacia vitiata atque de causis utriusque» (M., 1850). 12 сентября 1852 года назначен адъюнктом Московского университета по кафедре акушерства, женских и детских болезней. Член Московского физико-медицинского общества.
3 января 1854 года Николаев получил чин надворного советника. С 1859 года в чине коллежского советника Н. Николаев был адъюнктом акушерского отделения факультетской клиники.
Выйдя в отставку в 1861 году, занимался частной практикой в качестве гинеколога до самой смерти. Д. Д. Языков сообщал, что он умер в селе Быково возле Москвы. Похоронен на Ваганьковском кладбище.

## Научная деятельность
В 1850-х гг. поместил в московских медицинских изданиях несколько оригинальных и переводных статей, таких как «Биение сердца младенца, как верное показание акушеру для его действий в известных случаях стояния головки младенца в полости таза» («Московский врачебный журнал», 1851, IV, 42), «Болезни отделительного аппарата женских наружных половых частей» (перевод с нем., 1850 год) и «Омертвение лёгкого вследствие хронического катара дыхательных ветвей» (перевод с нем., «Московский врачебный журнал», 1852, II, 81) и прочие.
Побывав для усовершенствования в избранной специальности за границей, по возвращении напечатал в «Московской медицинской газете» ряд статей по вопросу об искусственном извлечении плода, таких как «Узкость таза не только не служит показателем к наложению щипцов, а напротив, есть противопоказание для них» (1861, № 49); «Замечания относительно некоторых операций, произведенных в акушерской клинике Московского Университета» (1862, № 50—52); «Замечания на один случай наложения акушерских щипцов» (1863, № 9—11) и «По поводу ответа Тольского на мои замечания о сообщённом им случае кесарева сечения в клинике» (1863, № 25—28).